# Comunicación serie

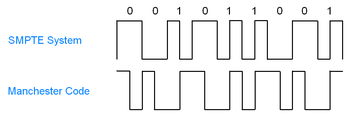
Señales de comunicación serial.

La comunicación serial o comunicación secuencial, en telecomunicaciones e informática, es el proceso de envío de datos de un bit a la vez, de forma secuencial, sobre un canal de comunicación o un bus.
En cambio, en la “comunicación en paralelo”... todos los bits de cada símbolo se envían al mismo tiempo, y por ello debe haber al menos tantas líneas de comunicación como bits tenga la información a transmitir.

## Características
La ventaja de la comunicación serie es que necesita un número más pequeño de líneas de transmisión que una comunicación paralela que transmita la misma información. Esta última necesita tantas líneas de transmisión como la cantidad de bits que componen la información, mientras que la primera se puede llevar a cabo con una sola línea de transmisión. Por otra parte, surgen una serie de problemas en la transmisión de un gran número de bits en paralelo, como los problemas de interferencia o desincronización.
A la misma frecuencia de transmisión, la comunicación paralela tiene un mayor rendimiento. La comunicación serie tiene que compensar esta debilidad con una frecuencia más alta.

## Ejemplos
- Código Morse
- Ethernet
- Fibre Channel
- FireWire
- I²C
- MIDI
- PCI Express
- RS-232
- RS-485
- Serial ATA
- Serial Peripheral Interface
- Universal Serial Bus